# Yorkshire (Ohio)
Yorkshire è un villaggio degli Stati Uniti d'America, situato nello stato dell'Ohio, nella contea di Darke.